# Allium lehmannii
Allium lehmannii är en amaryllisväxtart som beskrevs av Michele Lojacono-Pojero. Allium lehmannii ingår i släktet lökar, och familjen amaryllisväxter. IUCN kategoriserar arten globalt som otillräckligt studerad.
Artens utbredningsområde är Sicilien. Inga underarter finns listade i Catalogue of Life.